# Margot Bancilhon
Pour les articles homonymes, voir Bancilhon.
Margot Bancilhon, née le 17 février 1991, est une actrice française.

## Biographie
Margot Bancilhon commence sa carrière à la télévision, dans un épisode de la série télévisée Tiger Lily, 4 femmes dans la vie diffusé en 2013,. Elle obtient la même année un rôle dans le film Les Petits Princes, rôle qui lui vaut d’être présélectionnée pour le César du meilleur espoir féminin lors de la 39e cérémonie des César,.
Elle a par la suite plusieurs rôles, notamment dans les téléfilms À corde tendue, et Palace Beach Hôtel,, la série télévisée Caïn, et dans le film Nous trois ou rien de Kheiron qui est sorti en 2015,.
En 2016, elle tient l'un des rôles principaux dans le film Five de Igor Gotesman,, puis dans Going to Brazil de Patrick Mille.
En 2018, elle est présente au casting des comédies Ami-ami avec William Lebghil et Camille Razat et La Monnaie de leur pièce avec Julia Piaton et Baptiste Lecaplain.
En 2019, elle est à l'affiche du thriller Trois Jours et une vie de Nicolas Boukhrief. On la retrouve également dans les séries Criminal: France, diffusée sur Netflix, et Trauma, diffusée sur 13e rue, ainsi que, en 2022 et 2023, pour l'un des rôles principaux de la mini-série L'Île prisonnière diffusée sur France 2.
En 2023, elle interprète le rôle d'Emma, avocate, de retour pour assurer la défense de son frère, dans la mini-série De Grâce diffusée sur Arte.
En 2024, elle incarne le personnage de Corinne Levasseur, pratiquante de kung-fu, dans la mini-série Machine diffusée sur Arte. 

## Filmographie

### Cinéma

#### Longs métrages
- 2013 : Les Petits Princes de Vianney Lebasque : Lila
- 2015 : Nous trois ou rien de Kheiron : Martine
- 2016 : Five d'Igor Gotesman : Julia
- 2016 : Going to Brazil de Patrick Mille : Cloé
- 2016 : Ma sacrée jeunesse de Carly Blackman : Clotilde
- 2018 : Ami-ami de Victor Saint Macary : Néféli
- 2018 : La Monnaie de leur pièce d'Anne Le Ny : Charlotte
- 2019 : Trois Jours et une vie de Nicolas Boukhrief : Émilie Desmedt
- 2023 : Une année difficile d'Éric Toledano et Olivier Nakache : Claire
- 2025 : Lune de miel avec ma mère de Nicolas Cuche : Maya

#### Courts métrages
- 2013 : Faites l'amour de Tomer Sisley : Margot
- 2014 : Rouge vif de Manuel Henoque et Jean-Sébastien Viguié : Katia
- 2015 : Tout va bien de Laurent Scheid : Sylvia
- 2016 : Sisu de Frédéric Farrucci : Stéphanie
- 2017 : Le Chant des cigales de Samuel Tuleda : Sarah

### Télévision

#### Séries télévisées
- 2013 : Tiger Lily, 4 femmes dans la vie : Rita jeune
- 2014 : Caïn : Sœur Axelle
- 2017 : Calls de Timothée Hochet : Gabrielle
- 2019 : Criminal: France : Commandant Audrey Larsen
- 2019 : Trauma : Lucia Grimaud
- 2021 : Mixte : Denise
- 2022 : L'Île prisonnière (mini-série) d'Elsa Bennett et Hippolyte Dard : Candice
- 2023 : De Grâce (mini-série) : Emma
- 2024 : Machine (mini-série) : Machine

#### Téléfilms
- 2013 : À corde tendue de Pierre-Antoine Hiroz : Marie
- 2013 : Les François de Jérôme Foulon : Madi
- 2014 : Palace Beach Hôtel de Philippe Venault : Sergente Elsa Baudouin
- 2019 : Je sais tomber d'Alain Tasma : Alice
- 2021 : L'Invitation de Fred Grivois : Sophie Gravel
- 2026 : Impacts d'Alain Tasma : Audrey

## Distinctions
- César 2014 : présélection « Révélations » pour le César du meilleur espoir féminin pour Les Petits Princes
- Festival Séries Mania 2023 : prix de la meilleure actrice en compétition internationale pour De Grâce